# Heinrichsfelde (Lugnian)
Heinrichsfelde, polnisch Grabie ist ein Dorf im polnischen Powiat Opolski der Woiwodschaft Oppeln. Das Dorf gehört zur zweisprachigen Gemeinde Lugnian (polnisch Łubniany).

## Geographie

### Geographische Lage
Heinrichsfelde liegt in der historischen Region Oberschlesien. Das Dorf liegt etwa acht Kilometer nordöstlich vom Gemeindesitz Lugnian und 21 Kilometer nordöstlich von der Kreisstadt und Woiwodschaftshauptstadt Opole (Oppeln).
Der Ort liegt in der Nizina Śląska (Schlesischen Tiefebene) innerhalb der Równina Opolska (Oppelner Ebene). Im Westen des Dorfes verläuft die Landesstraße die Droga krajowa 45. Nördlich des Dorfes liegen weitläufige Waldgebiete.

### Nachbarorte
Nachbarorte von Heinrichsfelde sind im Westen Jellowa (Jełowa) und im Osten Kobyllno (Kobylno).

## Geschichte

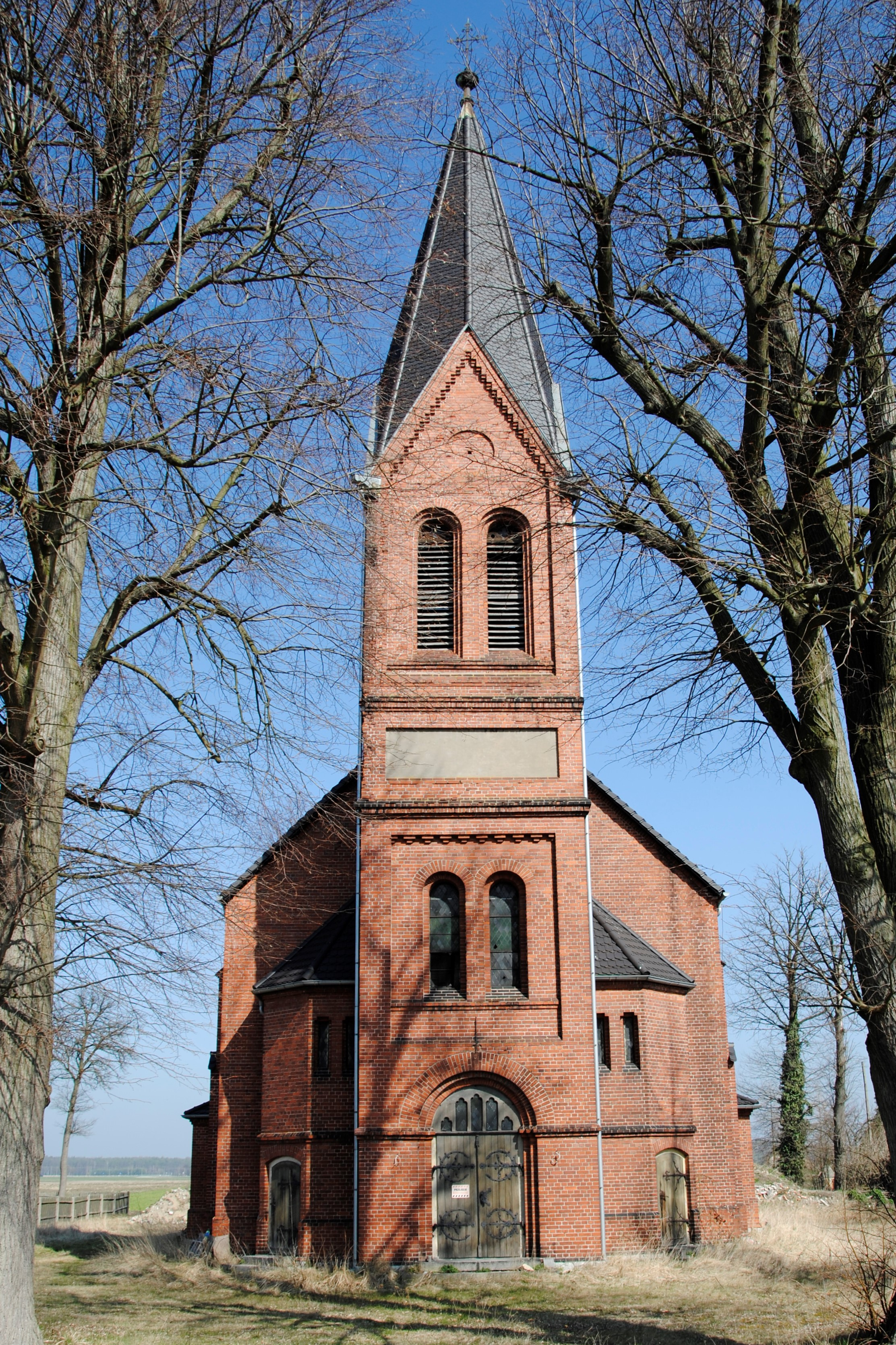
Antonius-von-Padua-Kirche (2019)

Friedhof in Heinrichsfelde

Der Ort wurde 1772/73 im Zuge der Friderizianischen Kolonisation als Waldarbeiterkolonie mit 20 Stellen im Kupper Forstrevier gegründet.
Bereits im Mai 1772 sind die Namen der ersten 13 Kolonisten in der Siedlerliste des Kolonistenwerbers Schuch verzeichnet („Nr. 7, bey Gelowa“). Sie stammten aus Hessen und Württemberg sowie waren evangelisch. In der Erbverschreibung, die am 31. Mai 1773 im Schloss Oppeln ausgestellt wurde, werden sie als „Ausländer und Leute deutscher Nation“ bezeichnet, deren Namen verzeichnet sind. Zu diesem Zeitpunkt sind bereits etliche der von Schuch ein Jahr zuvor genannten Kolonisten nicht mehr vor Ort und stattdessen wurden Siedler aus Österreich-Schlesien nachbesetzt.
Der Name des Dorfes taucht erstmals in der Erbverschreibung von 1773 auf, zuvor lautete der vorläufige Name „Kolonie in der Stallung Grabie“. Grabie ist der ursprünglich polnische Name der Gemarkung, nachgewiesen auch als Ortsname im Urmesstischblatt von 1828.
Das zweizeilige Straßendorf besteht aus vier Gruppen von je fünf Häusern, getrennt durch die Dorfstraße und einen Querweg. Ebenso wie im benachbarten Podewils sind die Kolonistenäcker über einen zusätzlichen Umgehungsweg erreichbar.
Erst 1787 wurde an die Schule ein evangelisches Bethaus angebaut. Die Kirchgemeinde wurde bis 1819 von Malapane aus administriert, danach von Kupp, ehe die evangelische Gemeinde 1877 mit der Gründung es Pfarrsystems Heinrichsfelde–Königshuld eigenständig wurde. Die unierte Parochie bestand aus zwei Kirchgemeinden mit 19 Ortschaften und Pfarrsitz war Heinrichsfelde. Seit 2009 gehört die Kirche zur röm.-kath. Pfarrei in Jellowa, danach wurde die Bausubstanz saniert.
Nach der Neuorganisation der Provinz Schlesien gehörte die Landgemeinde Heinrichsfelde ab 1816 zum Landkreis Oppeln im Regierungsbezirk Oppeln. 1845 bestanden im Dorf ein evangelischer Betsaal, eine evangelische Schule und 24 weitere Häuser. Im gleichen Jahr lebten in Heinrichsfelde 184 Menschen, davon 48 katholisch. 1874 wurde der Amtsbezirk Jellowa gegründet, welcher aus den Landgemeinden Heinrichsfelde, Jellowa und Podewils und dem Gutsbezirk Jellowa bestand.
1896 wurde die steinerne evangelische Kirche eingeweiht, der Bau wurde durch den Gustav-Adolf-Verein ermöglicht.
Bei der Volksabstimmung in Oberschlesien am 20. März 1921 stimmten 212 Wahlberechtigte für einen Verbleib bei Deutschland und 13 für Polen. Heinrichsfelde verblieb beim Deutschen Reich. 1933 lebten 597 Menschen in Heinrichsfelde. Am 1. April 1938 wurde die Gemeinde Lerchenfeld (bis 1936 Kobyllno) nach Heinrichsfelde eingemeindet. 1939 hatte der Ort 610 Einwohner. Bis 1945 befand sich der Ort im Landkreis Oppeln.
1945 kam der bisher deutsche Ort unter polnische Verwaltung und wurde in Grabie umbenannt und der Woiwodschaft Schlesien angeschlossen. 1950 kam der Ort zur Woiwodschaft Oppeln. 1999 kam der Ort bei der Wiedereinführung der Landkreise zum Powiat Opolski. Am 30. April 2010 erhielt der Ort zusätzlich den amtlichen deutschen Ortsnamen Heinrichsfelde.

## Sehenswürdigkeiten
- Die römisch-katholische Antonius-von-Padua-Kirche wurde 1896 als evangelisches Gotteshaus eingeweiht.[13] Seit 2009 gehört die Kirche zur röm.-kath. Pfarrei in Jellowa[14]. Das Gotteshaus steht seit 2010 unter Denkmalschutz.[15]
- Auf dem Dorffriedhof haben sich zahlreiche deutsche Denkmäler aus der Vorkriegszeit erhalten.

## Persönlichkeiten
- Ruth Meisner (1902–1973), deutsche Bildhauerin, Keramikerin und Malerin[16]